# 默兹河畔鲁夫鲁瓦
默兹河畔鲁夫鲁瓦（法語：Rouvrois-sur-Meuse，法語發音：[ʁuvʁwa syʁ møz]）是法国默兹省的一个市镇，属于科梅尔西区。

## 地理
默兹河畔鲁夫鲁瓦（48°56'44"N, 5°31'4"E）面积6.13 平方千米，位于法国大東部大區默兹省，该省份为法国西北部内陆省份，北与比利时接壤，西接马恩省和阿登省，南至上马恩省和孚日省，东临默尔特-摩泽尔省。
与默兹河畔鲁夫鲁瓦接壤的市镇（或旧市镇、城区）包括：巴农库尔、默兹河畔拉克鲁瓦、拉莫尔维尔、迈泽。

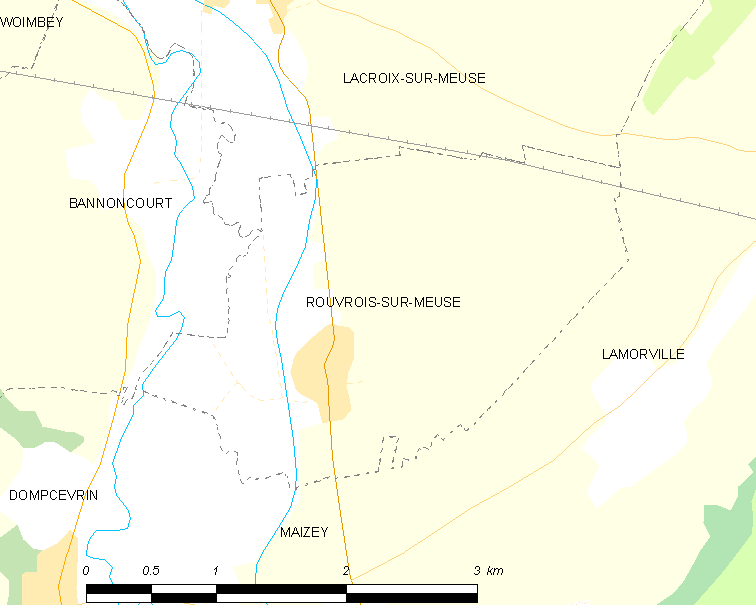
默兹河畔鲁夫鲁瓦的OSM定位图

默兹河畔鲁夫鲁瓦的时区为UTC+01:00、UTC+02:00（夏令时）。

## 行政
默兹河畔鲁夫鲁瓦的邮政编码为55300，INSEE市镇编码为55444。

## 政治
默兹河畔鲁夫鲁瓦所属的省级选区为圣米耶勒县。

## 人口

1962-2008年间默兹河畔鲁夫鲁瓦人口变化图示

默兹河畔鲁夫鲁瓦于2022年1月1日时的人口数量为195人。